# Saconin-et-Breuil

Saconin-et-Breuil este o comună în departamentul Aisne din nordul Franței. În 1 ianuarie 2022 avea o populație de 197 de locuitori.